# Венді Гольденер
Венді Гольденер (нім. Wendy Holdener, 12 травня 1993) — швейцарська гірськолижниця, олімпійська чемпіонка і дворазова призерка Олімпійських ігор 2018 року в слаломі і комбінації, триразова чемпіонка світу, переможниця трьох етапів Кубка світу, власниця Кубка світу 2015/16 в заліку гірськолижної комбінації.
2016 року Гольденер виборола малий кришталевий глобус кубка світу в гірськолижній комбінації. Чемпіонкою світу в тій же дисципліні вона стала 2017 року в Санкт-Моріці. На тому ж чемпіонаті вона виграла срібну медаль у слаломі.
На Пхьончханській олімпіаді 2018 року Гольденер завоювала три олімпійські медалі — золоту в командних змаганнях, срібну в слаломі та бронзову в гірськолижній комбінації.

## Кар'єра
У міжнародних змаганнях FIS в складі збірної Швейцарії дебютувала в листопаді 2008 року. У юніорському віці Гольденер досить успішно виступала як в технічних дисциплінах, так і в швидкісному спуску. Так в 2011 році на чемпіонаті світу серед юніорів, який пройшов в Кран-Монтані швейцарка завоювала золото в комбінації, срібло — в швидкісному спуску, бронзу — в гігантському слаломі, а також стала четвертою в спеціальному слаломі.
На Кубку світу дебютувала в жовтні 2010 року на етапі в Зельдені. Через місяць в американському Аспені стала 18-ю у слаломі, завоювавши перші очки в залік Кубка світу.
В кінці сезону 2012/13 швейцарка вперше в кар'єрі піднялася на кубковий подіум, ставши другою в слаломі в Офтершванг, поступившись тільки Тіні Мазе.
У 2014 році Гольденер дебютувала на Олімпійських іграх. У Сочі вона стартувала в технічних дисциплінах, але виступила невдало, обидва рази сходячи в першій спробі.
У грудні 2014 року Гольденер стала третьою на слаломному етапі в Кюхтау, а рівно через рік втретє в кар'єрі піднялася на кубковий подіум, ставши другою в Лієнці. 24 лютого 2016 року виграла свій перший етап Кубка світу, перемігши в паралельному слаломі в Стокгольмі. 13 березня 2016 року виграла комбінацію в Ленцерхайді.
16 лютого 2018 року Венді стала срібним призером в слаломі на Олімпіаді в Пхенчхані.

## Олімпійські ігри
| Сезон | Вік | Слалом | Гігантський слалом | Супергігант | Швидкісний спуск | Комбінація | Команда |
| ----- | --- | ------ | ------------------ | ----------- | ---------------- | ---------- | ------- |
| 2014  | 20  | DNF    | DNF                | —           | —                | —          |         |
| 2018  | 24  | 2      | 9                  | —           | —                | 3          | 1       |
| 2022  | 28  | 3      | 9                  | —           | —                | 2          | —       |

## Чемпіонат світу
| Сезон | Вік | Слалом | Гігантський слалом | Супергігант | Швидкісний спуск | Комбінація | Команда | Паралельний слалом |
| ----- | --- | ------ | ------------------ | ----------- | ---------------- | ---------- | ------- | ------------------ |
| 2011  | 17  | DNF    | 29                 | —           | —                | —          | 5       |                    |
| 2013  | 19  | 11     | 26                 | —           | —                | —          | 9       |                    |
| 2015  | 21  | DNF    | 17                 | —           | —                | —          | 4       |                    |
| 2017  | 23  | 2      | —                  | —           | —                | 1          | 4       |                    |
| 2019  | 25  | 17     | 15                 | 14          | —                | 1          | 1       |                    |
| 2021  | 27  | 4      | 8                  | —           | —                | DNF SL     | 4       | 7                  |
| 2023  | 29  |        |                    |             |                  | 2          |         |                    |

## Кубок світу

### Титули
- 2 – (2 суперкомбінація)

| Сезон   | Дисципліна      |
| ------- | --------------- |
| 2015-16 | Суперкомбінація |
| 2017-18 | Суперкомбінація |

### Місце в кубку світу
| Сезон | Вік | Загальний залік | Слалом | Гігантський слалом | Супергігант | Швидкісний спуск | Комбінація | Паралельний слалом |
| ----- | --- | --------------- | ------ | ------------------ | ----------- | ---------------- | ---------- | ------------------ |
| 2011  | 17  | 89              | 38     | —                  | —           | 49               | 27         |                    |
| 2012  | 18  | 67              | 31     | —                  | —           | —                | 19         |                    |
| 2013  | 19  | 20              | 6      | 42                 | —           | —                | 33         |                    |
| 2014  | 20  | 29              | 10     | 35                 | —           | —                | 12         |                    |
| 2015  | 21  | 22              | 8      | 43                 | 52          | —                | 7          |                    |
| 2016  | 22  | 6               | 3      | 30                 | 45          | —                | 1          |                    |
| 2017  | 23  | 8               | 3      | 22                 | 53          | —                | 3          |                    |
| 2018  | 24  | 2               | 2      | 8                  | 22          | 39               | 1          |                    |
| 2019  | 25  | 3               | 3      | 7                  | 22          | 48               | 3          |                    |
| 2020  | 26  | 6               | 4      | 6                  | 15          | 38               | 2          | 13                 |
| 2021  | 27  | 10              | 5      | 22                 | 27          | —                | —          | 20                 |
| 2022  | 28  | 14              | 5      | 25                 | 25          | 46               | —          | —                  |

### Подіуми
- 2 перемоги — (1 в паралельному слаломі, 1 в комібнації)
- 13 подіумів — (10 у слаломі, 1 в паралельному слаломі, 2 в комбінації)

| Сезон | Дата              | Місце змагання         | Дисципліна         | Місце |
| ----- | ----------------- | ---------------------- | ------------------ | ----- |
| 2013  | 10 березня 2013   | Офтершванг, Німеччина  | слалом             | 2     |
| 2015  | 29 грудня 2014    | Кютайзаттель, Австрія  | слалом             | 2     |
| 2016  | 29 грудня 2015    | Лієнц, Австрія         | слалом             | 2     |
| 2016  | 23 лютого 2016    | Стокгольм, Швеція      | паралельний слалом | 1     |
| 2016  | 28 лютого 2016    | Сольдеу, Андорра       | комбінація         | 2     |
| 2016  | 6 березня 2016    | Ясна, Словаччина       | слалом             | 2     |
| 2016  | 13 березня 2016   | Ленцерхайде, Швейцарія | суперкомбінація    | 1     |
| 2017  | 12 листопада 2016 | Леві, Фінляндія        | слалом             | 2     |
| 2017  | 27 листопада 2016 | Кіллінгтон, США        | слалом             | 3     |
| 2017  | 11 грудня 2016    | Сестрієре, Італія      | слалом             | 3     |
| 2017  | 29 грудня 2016    | Земмеринг, Австрія     | слалом             | 3     |
| 2017  | 8 січня 2017      | Марибор, Словенія      | слалом             | 2     |
| 2017  | 10 січня 2017     | Флахау, Австрія        | слалом             | 3     |
| 2018  | 12 листопада 2017 | Леві                   | слалом             | 3     |
| 2018  | 28 грудня 2017    | Лінц                   | слалом             | 2     |
| 2018  | 1 січня 2018      | Осло                   | паралельний слалом | 2     |
| 2018  | 3 січня 2018      | Загреб                 | слалом             | 2     |
| 2018  | 7 січня 2018      | Кранська Гора          | слалом             | 3     |
| 2018  | 26 січня 2018     | Ленцергайде            | комбінація         | 1     |
| 2018  | 28 січня 2018     | Ленцергайде            | слалом             | 3     |
| 2018  | 30 січня 2018     | Стокгольм              | City event         | 2     |
| 2018  | 3 березня 2018    | Кран-Монтана           | супер-гігант       | 3     |
| 2018  | 10 березня 2018   | Офтершванг             | слалом             | 2     |
| 2018  | 17 березня 2018   | Швеція                 | слалом             | 2     |
| 2019  | 9 грудня 2018     | Санкт-Моріц            | паралельний слалом | 3     |
| 2019  | 29 грудня 2018    | Земмерінг              | слалом             | 3     |
| 2019  | 1 січня 2019      | Осло                   | City event         | 3     |
| 2019  | 5 січня 2019      | Загреб                 | слалом             | 3     |
| 2019  | 2 лютого 2019     | Марибор                | слалом             | 3     |
| 2019  | 24 лютого 2019    | Кран-Монтана           | комбінація         | 3     |
| 2019  | 9 березня 2019    | Шпиндлерув-Млин        | слалом             | 2     |
| 2019  | 16 березня 2019   | Сольдеу                | слалом             | 2     |
| 2020  | 23 листопада 2019 | Леві                   | слалом             | 2     |
| 2020  | 17 грудня 2019    | Куршевель              | слалом-гігант      | 3     |
| 2020  | 12 січня 2020     | Альтенмаркт            | комбінація         | 2     |
| 2020  | 9 лютого 2020     | Гарміш                 | супер-гігант       | 3     |
| 2020  | 15 лютого 2020    | Кранська Гора          | слалом-гігант      | 3     |
| 2020  | 16 лютого 2020    | Кранська Гора          | слалом             | 2     |
| 2021  | 12 січня 2021     | Флахау                 | слалом             | 3     |
| 2021  | 6 березня 2021    | Ясна                   | слалом             | 3     |
| 2021  | 13 березня 2021   | Оре                    | слалом             | 3     |
| 2022  | 28 листопада 2021 | Кіллінгтон             | слалом             | 3     |
| 2022  | 9 січня 2022      | Кранська Гора          | слалом             | 2     |
| 2023  | 20 листопада 2022 | Леві                   | Слалом             | 2     |
| 2023  | 27 листопада 2022 | Кіллінгтон             | Слалом             | 1     |
| 2023  | 11 грудня 2022    | Сестрієре              | Слалом             | 1     |
| 2023  | 28 січня 2023     | Шпіндлерув-Млин        | Слалом             | 3     |